# Parascorpaena poseidon
Parascorpaena poseidon — вид скорпеноподібних риб родини скорпенових (Scorpaenidae). Описаний у 2022 році.

## Назва
Вид названо на честь давньогрецького бога моря Посейдона.

## Поширення
Вид поширений на заході Тихого океану біля узбережжя Тайваню. Мешкає переважно на скелястих рифах.